# Embryonenschutzgesetz
Das Embryonenschutzgesetz (ESchG) ist ein deutsches Strafgesetz zur Regelung der In-vitro-Fertilisation. Es soll insbesondere die missbräuchliche Verwendung von IVF-Techniken zur Erzeugung von menschlichen Embryonen verhindern und menschliche Embryonen vor einer fremdnützigen Verwendung, beispielsweise zu Forschungszwecken, schützen.

## Embryo im Sinne des Gesetzes
Embryo im Sinne des Gesetzes ist nach § 8 bereits die befruchtete, entwicklungsfähige Eizelle. Als entwicklungsfähig gilt eine Eizelle innerhalb von 24 Stunden nach der Kernverschmelzung, wenn nicht bereits festgestellt wird, dass sich die befruchtete Eizelle nicht über das Einzell-Stadium hinausentwickeln kann. Damit ist diese Definition weiter gefasst als der medizinische Begriff des Embryos.
Abgrenzung – „nondum conceptus“
In der Rechtswissenschaft wird teilweise der Begriff Nondum conceptus („noch nicht Empfängener“) verwendet. Er beschreibt Überlegungen zum Schutz des potentiellen, noch nicht gezeugten Lebens. Während das Embryonenschutzgesetz (§ 8 ESchG) den Embryo bereits ab der Kernverschmelzung definiert, setzt das Strafgesetzbuch den Schutz erst mit der Nidation an (vgl. Schwangerschaftsabbruch).

## Strafvorschriften
Unter Strafe gestellt werden
- die missbräuchliche Anwendung von Fortpflanzungstechniken (§ 1) mit Freiheitsstrafe bis zu drei Jahren oder Geldstrafe, wenn eine fremde unbefruchtete Eizelle übertragen wird, eine Befruchtung zu einem anderen Zweck als zur Schwangerschaft vorgenommen wird, innerhalb eines Zyklus mehr als drei Embryonen übertragen werden, durch intratubaren Gametentransfer mehr als drei Eizellen befruchtet werden, der Embryo vor der Einnistung aus der Gebärmutter entnommen wird. Grundsätzlich darunter fällt die Verwendung des Embryos für Zwecke, die keine Schwangerschaft sein sollen (§ 2). Auch die künstliche Befruchtung einer Leihmutter oder die künstliche Übertragung eines Embryos auf eine Leihmutter sind strafbar. Für die meisten Strafvorschriften ist auch der Versuch strafbar. Nicht bestraft werden die Frau, von der Eizelle oder Embryo stammen, die Frau, auf die sie übertragen werden sowie bei Leihmutterschaft der Mann oder die Frau, die das Kind nach der Geburt bei sich aufnehmen will.
- die künstliche Befruchtung einer Eizelle mit einer Samenzelle, die nach ihrem Geschlechtschromosom ausgewählt worden ist (§ 3), es sei denn, dies dient der Vermeidung einer Muskeldystrophie oder einer ähnlich schwerwiegenden Erbkrankheit. Die Strafandrohungen betragen Freiheitsstrafen bis zu einem Jahr oder Geldstrafen.
- die eigenmächtige Befruchtung oder Übertragung oder künstliche Befruchtung nach dem Tode (§ 4). Ohne Einwilligung ist die Befruchtung oder Übertragung nicht zulässig. Die Frau, bei der die Befruchtung vorgenommen wird, bleibt jedoch straflos.
- die künstliche Veränderung der Erbinformation menschlicher Keimbahnzellen (§ 5). Die Strafandrohung sind Freiheitsstrafen bis zu fünf Jahren oder Geldstrafen. Nicht unter dieses Verbot fallen
  - Veränderungen von nicht zur Befruchtung bestimmten Keimzellen und
  - Veränderungen von nicht zur Übertragung verwendeten körpereigenen Zellen sowie
  - unbeabsichtigte Veränderungen, die durch Impfungen, Strahlen- oder Chemotherapie eingetreten sind.
- das Klonen (§ 6) mit Freiheitsstrafen bis zu fünf Jahren oder Geldstrafen. Auch der Versuch ist strafbar.
- das Vermengen von Erbinformationen verschiedener Eizellen, die zur Chimären- oder Hybridbildung führt. Die Strafandrohung liegt bei Freiheitsstrafen bis zu fünf Jahren oder Geldstrafen.

Damit gehört das Embryonenschutzgesetz zum Nebenstrafrecht.

## ESchG und Präimplantationsdiagnostik
Die ethischen Grundsätze in dem zuletzt 2011 novellierten Gesetz sind mit Blick auf ihre praktischen Konsequenzen weiterhin umstritten. Bis zu einem Urteil des Bundesgerichtshofes im Juli 2010 wurde das Gesetz so gedeutet, dass das Gesetz die Präimplantationsdiagnostik verbietet. Der BGH stellte allerdings fest, dass die PID in bestimmten Fällen nicht nach dem ESchG bestraft werden kann, da sich dieser Regelung nicht mit der in Hinblick auf Art. 103 Absatz 2 GG erforderlichen Bestimmtheit entnehmen lasse, dass PID verboten sei. Zudem habe der Gesetzgeber bei Erlass des ESchG die „zu diesem Zeitpunkt im Ausland entwickelte“ PID nicht vor Augen gehabt.
Am 7. Juli 2011 hat der Bundestag schließlich – nach langem Ringen – das Präimplantationsdiagnostikgesetz (PräimpG) erlassen, welches die Einführung eines neuen § 3a beinhaltet und die PID in engen Grenzen zulässt: So bedarf es des hohen Risikos einer schwerwiegenden Erbkrankheit oder der hohen Wahrscheinlichkeit einer Tot- oder Fehlgeburt gemäß § 3a Abs. 2 ESchG. Hinzu kommen die Erfordernisse der schriftlichen Einwilligung der Frau (§ 3a Abs. 2 ESchG) nach umfassender Aufklärung und Beratung, der Zustimmung einer interdisziplinär zusammengesetzten Ethikkommission und eines speziell qualifizierten Arztes in einem dafür zugelassenen PID-Zentrum, vgl. § 3a Abs. 3 EschG.
Die Einzelheiten wurden in der Präimplantationsdiagnostikverordnung der Bundesregierung mit Zustimmung des Bundesrates geregelt.

## Weiterentwicklung des Embryonenschutzgesetzes
Die aktuelle Gesetzeslage wird von vielen Ärzten und Wissenschaftlern als antiquiert bezeichnet. Paare werden gezwungen, für Behandlungen ins Ausland zu gehen, die in Deutschland verboten sind (z. B. die Eizellspende). Die Nationale Akademie der Wissenschaften Leopoldina und die Union der deutschen Akademien der Wissenschaften fordern eine umfassende Neuregelung der Reproduktionsmedizin und ein einheitliches Fortpflanzungsgesetz in Deutschland. Empfohlen werden u. a. die Legalisierung der Eizellspende und der Embryoselektion im Rahmen der künstlichen Befruchtung.